# Eduard Titz
Eduard Titz (ur. 1819, zm. 1890) – niemiecki architekt epoki historyzmu.

## Życiorys
Urodził się w 1819 r. w Reichenbergu (ob. Liberec) w Czechach. W 1839 r. rozpoczął w Berlinie naukę rzemiosła budowlanego u architektów: Fridricha Schinkla i Eduarda Knoblaucha. 
Od 1840 r. projektował przede wszystkim budynki teatralne. Zaprojektował również szereg kamienic i willi oraz dom handlowy Mosse-Verlagwes, restaurację Millera przy Unter den Linden oraz dwa teatry poza Berlinem. Był również autorem książek poświęconych architekturze. 
Zmarł w 1890 r. w Berlinie. 

## Wybrane dzieła
- Friedrich-Wilhelmstädtische Theater w Berlinie (1849-1850),
- Teatr Miejski w Görlitz (1850),
- Krolloper w Berlinie (odbudowa po pożarze w 1852 r.),
- Alhambra-Theater w Berlinie,
- Victoria-Theater w Berlinie (1856-1859), w którym połączył za pomocą sceny teatr letni i zimowy,
- Reichshallen-Theater w Berlinie,
- Teatr Miejski w Zittau (rozbudowa 1862),
- Wallner-Theater w Berlinie (1863-1864),
- Zespół typu Établissement – Strzelnica w Bydgoszczy (1866).